# Бомон (Ардеш)
Бомон (фр. Beaumont) насеље је и општина у источној Француској у региону Рона-Алпи, у департману Ардеш која припада префектури Ларжантјер.
По подацима из 2011. године у општини је живело 214 становника, а густина насељености је износила 11,17 становника/km². Општина се простире на површини од 19,16 km². Налази се на средњој надморској висини од 620 метара (максималној 1.000 m, а минималној 207 m).

## Демографија
| 1962. | 1968. | 1975. | 1982. | 1990. | 1999. | 2011. |
| ----- | ----- | ----- | ----- | ----- | ----- | ----- |
| 166   | 193   | 162   | 173   | 161   | 173   | 214   |

График промене броја становника у току последњих година